# نورث ريفرسايد (إلينوي)
نورث ريفرسايد (بالإنجليزية: North Riverside, Illinois)‏ هي قرية تقع في الولايات المتحدة في إلينوي. يقدر عدد سكانها بـ 6,672 نسمة .

## الموقع الجغرافي
الموقع الجغرافي للمناطق المحيطة بهذه النقطة هو كالتالي: